# Francisco de Paula Madrazo
Francisco de Paula Madrazo (1817-1868) fue un escritor y publicista español.

## Biografía
Nació en Barcelona en 8 de febrero de 1817. Madrazo recibió una notable educación, pues su padre Jorge Diego Madrazo y Rita Gutiérrez Solana gozaban de una excelente posición, siendo el primero empleado de correos en la capital del principado de Cataluña y hermana la segunda de Ignacio Gutiérrez Solana, veedor de palacio en el reinado de Fernando VII.
Recibida la instrucción primaria se trasladó a Madrid a los once años de su edad, comenzando su carrera con el estudio de las humanidades, que hizo en el colegio de San Isidro bajo la dirección de los Jesuitas. Laborioso y entendido se distinguió al poco tiempo en unos exámenes públicos que se verificaron bajo la presidencia del célebre obispo de León y en que obtuvo en su clase el premio de la medalla de plata. Después de haber asistido a otras cátedras se dedicó por último en 1834, al establecimiento del sistema representativo, al estudio de la taquigrafía, en que después ha llegado a ser una notabilidad. Al año siguiente había hecho ya talos adelantos en este difícil arte que obtuvo una plaza como taquígrafo del Redactor general en el Estamento de Procuradores, desempeñando después otra de igual clase en el Castellano, de que fue también redactor. Agregado posteriormente a la redacción de la Gaceta de Madrid, permaneció en este destino desde 1837 hasta que fue nombrado taquígrafo del Diario del Senado y después del del Congreso, puesto que ganó por oposición en 1846 entre once aspirantes.
Madrazo escribió en diferentes periódicos de política, siendo el Faro, Crónica de Ultramar y la Época, de que fue director, los diarios en que con más fruto se ejercitó.
Nombrado catedrático de la Escuela de taquigrafía en la vacante ocurrida con motivo de la muerte del propietario Sr. Vela, supo conquistarse una reputación en este puesto, elevando un arte poco cultivado desde que ofrecía escasos rendimientos a una altura sin ejemplo, no solo por el número de las personas que a él se dedicaron, sino por el buen éxito que coronó casi siempre sus esfuerzos siendo sus discípulas de los más aventajados. Para estimular a los aficionados estableció los exámenes públicos y el reparto de premios que se hacía con grande solemnidad en su escuela, y para perfeccionar la enseñanza sustituyó la antigua, pesada y monótona lectura al más vivo y natural sistema de pronunciar discursos, en que se ensayó y estimuló á la vez a los oyentes.
Por sus méritos en la enseñanza y servicios periodísticos fue agraciado con las cruces de Carlos III y comendador de Isabel la Católica.

## Obra
Aunque distinguido como taquígrafo y apreciado como periodista, Madrazo se dio a conocer también por la publicación de diferentes obras que tuvieron bastante crédito. Son estas:
- La Historia militar y política de Zumalacárregui.
- Una expedición á Guipúzcoa, en 1848.
- Dos meses en Andalucía.
- Impresiones de un viaje a Barcelona, 1888.
- Tratado de administración, que forma parte de la Enciclopedia hispano-americana.
- Memoria descriptiva del palacio del Congreso de los diputados.